# Urs-Peter Twellmann
Urs-Peter Twellmann (né le 5 avril 1959 à Langnau im Emmental) est un sculpteur suisse.

## Biographie
Twellmann commence sa formation artistique à l'École de design de Berne. Il se rend ensuite à New York, où il étudie à l'Art Students League et complète sa formation au Manhattan Graphic Center.

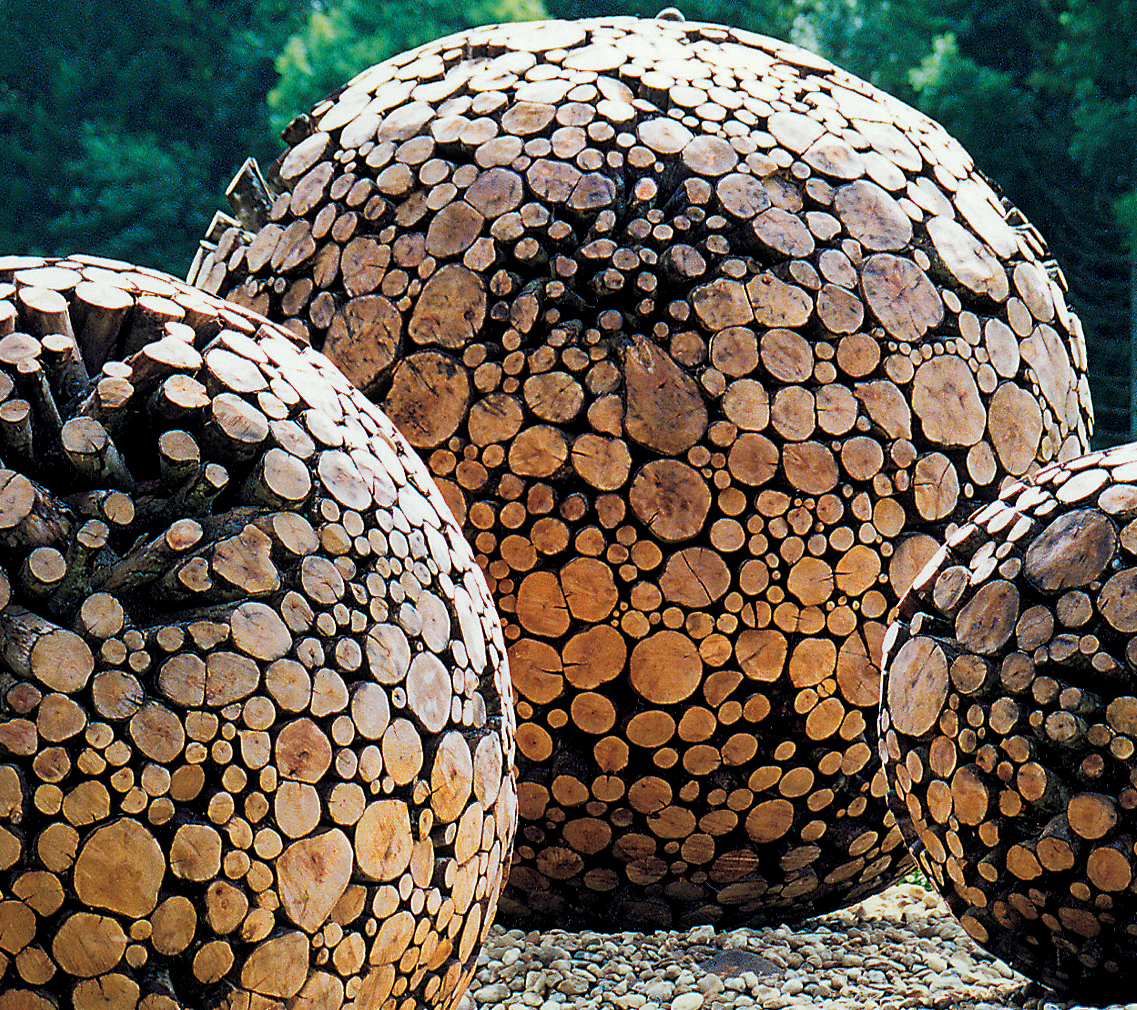
Boules d'aulne, 1996

Le bois sous toutes ses formes d'apparence constitue le point de départ de ses objets, installations et interventions. L'examen intensif du matériau, l'exploration patiente de ses propriétés et possibilités ainsi que l'exploration de la tension entre le chaos et l'ordre sont au centre du processus créatif. En plus des petites sculptures et des sculptures extérieures, de grandes installations sont créées dans le monde entier dans lesquelles l'artiste intègre des paysages et des saisons dans le processus de création.
Twellmann vit à Schlosswil.